# Cookeconcha contorta
Cookeconcha contorta é uma espécie de gastrópode da família Endodontidae.
Apenas pode ser encontrada nos Estados Unidos da América.
Esta espécie está ameaçada por perda de habitat.